# Station Pieszyce Stadion
Station Pieszyce Stadion is een spoorwegstation in de Poolse plaats Pieszyce.